# Protonemura vonbursa
Protonemura vonbursa är en bäcksländeart som beskrevs av Günther Theischinger 1979. Protonemura vonbursa ingår i släktet Protonemura och familjen kryssbäcksländor. Inga underarter finns listade i Catalogue of Life.